# Dendronephthya nigrotincta
Dendronephthya nigrotincta är en korallart som beskrevs av Ridley 1887. Dendronephthya nigrotincta ingår i släktet Dendronephthya och familjen Nephtheidae. Inga underarter finns listade i Catalogue of Life.